# セレノネイン
セレノネイン (英語: Selenoneine) とは、魚類に含まれる有機セレン化合物で、エルゴチオネインのチオケトン基がセレノケトン基に置き換わったイミダゾール化合物。2010年に独立行政法人 水産総合研究センターの山下由美子、山下倫明によって報告された新規化合物質である。特にマグロ類、カジキ類、サバ類などの回遊魚の血合肉や血液に多く含まれる。

## 生理作用
セレノネインの生理作用として、活性酸素の生成防止および消去、酸化還元反応、ヘム鉄の酸化防止、DNA損傷修復作用、メチル水銀の解毒作用、生活習慣病（糖尿病、肝臓疾患、ガン、心臓病、高血圧、高コレステロールなど）の改善、抗疲労効果などが推定されている。強力な抗酸化作用があり、水溶性ビタミンE（トロロックス）の約500倍のラジカル消去活性を示す。特異的なトランスポーター（OCTN1）を介して速やかに細胞内に取り込まれる。